# Hans Coper

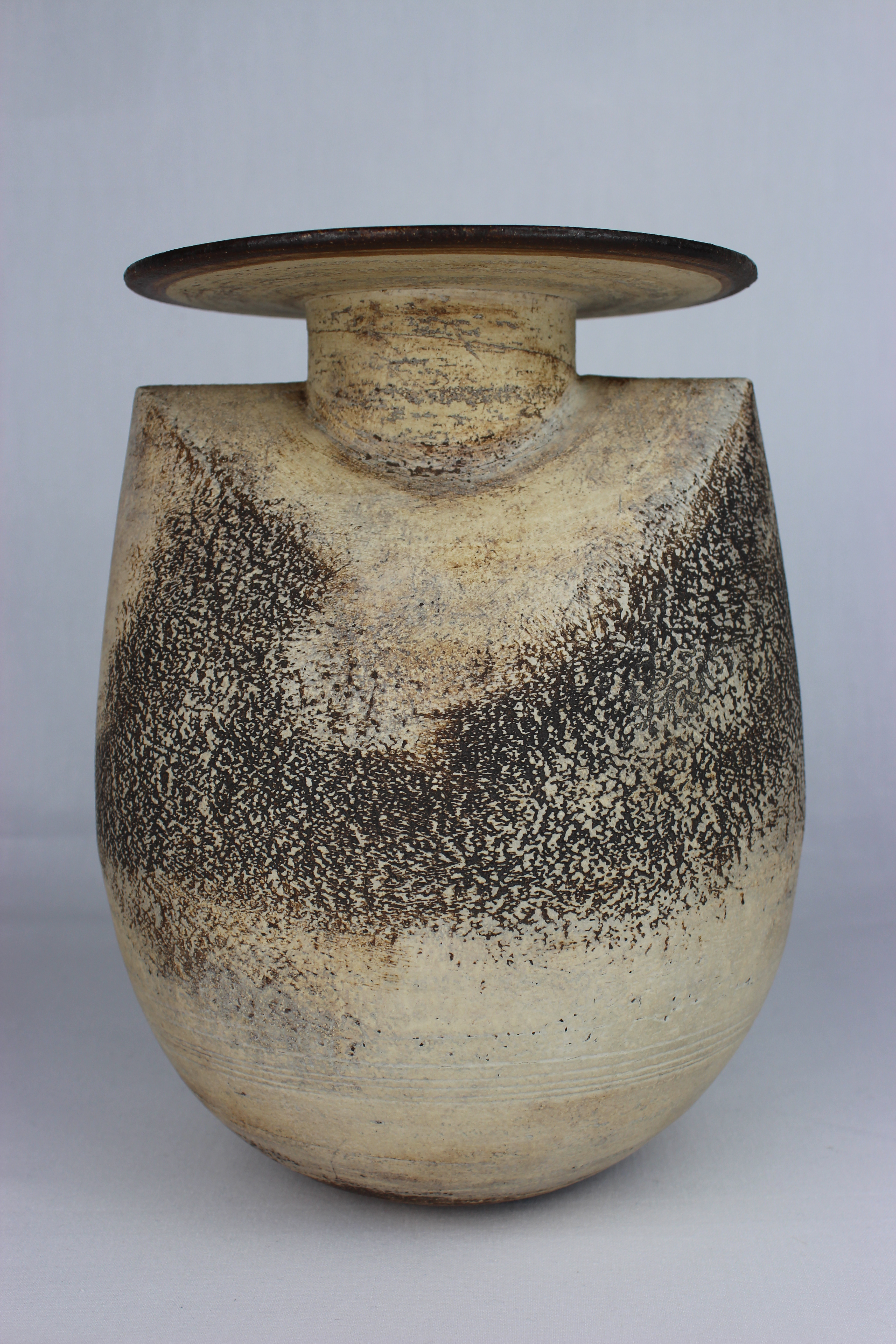
Botella de Hans Coper

Hans Coper (Chemnitz, 8 de abril de 1920-Somerset,16 de junio de 1981), fue un influyente ceramista del movimiento cerámico artístico británico. Reformuló el arte cerámico con sus formas escultóricas y llevando la técnica a nuevos ámbitos de expresión.

## Biografía
Coper nació en Chemnitz, Alemania. Miembro de una familia judía, desde 1933, con la llegada del Partido Nacional Socialista Obrero, tuvieron muchos problemas. En 1939, siendo estudiante de ingeniería, consiguieron huir a Reino Unido. Fue detenido como extranjero enemigo y retenido en Canadá durante dos años. A su regreso a Gran Bretaña en 1942, sirvió, como objetor de conciencia, en el Cuerpo de No Combatientes. En 1958 consiguió la nacionalidad británica.

## Trayectoria
En 1946, sin experiencia previa en cerámica, comenzó a trabajar como ayudante en el estudio de Lucie Rie, también refugiada. Compartieron el taller que Rie tenía en el número 18 de Albion Mews, una estrecha calle londinense llena de establos reconvertidos. En un principio realizó junto a Rie los botones de cerámica que ella hacía para la industria de la moda. En esta época se pueden encontrar juegos de té y tazas y platillos hechos tanto por Rie como por Coper. Su trabajo a menudo va unido debido a su estrecha asociación, aunque sus obras más conocidas difieren drásticamente, siendo las de Rie menos esculturales, mientras que las de Coper eran mucho más abstractas, pero también siempre carácter funcional. Este último punto fue señalado por M. S. Thomas en su libro The Essential Potness: Lucie Rie & Hans Coper. Coper siempre hizo recipientes funcionales, principalmente floreros (jarrones), fruteros (cuencos) y candelabros, incluyendo trabajos para la Catedral de Coventry y el centro de conferencias de la Universidad de Sussex. En la década de los cincuenta realizó un pequeño grupo de obras que no eran piezas utilitarias y nunca se pusieron a la venta.
Las primeras exposiciones de Coper tuvieron lugar en esta época junto a Rie. Expusieron en las Galerías Berkeley de Londres y en el Homes and Gardens Pavilion en el Festival of Britain. En 1951, la pareja mostró su obra en la Trienal de Milán junto con los diseños de muebles y textiles de Robin Day y su compañera Lucienne.
En 1958, estableció su propio estudio en Digswell House, Hertfordshire. Ya era conocido como ceramista por derecho propio, experimentando con formas mucho más abstractas que, en ese momento, se consideraban muy adelantadas a su tiempo. Debido al éxito de su trabajo, se convirtió en una figura destacada en el movimiento de cerámica artística del siglo XX. A lo largo de la década de 1960 enseñó cerámica en la Camberwell School of Art y en el Royal College of Art . 
Coper se caracterizaba por realizar sus obras en el torno de alfarero, y luego alterar y ensamblar las piezas a mano para conseguir la forma acabada. Por tanto, aunque se haga en el torno, su obra tiene un carácter escultórico, pero siempre es funcional. Las superficies de sus vasijas suelen tener una textura áspera y estar coloreadas con óxidos, especialmente con óxido de manganeso. Sus peculiares piezas adoptan "formas" reconocibles que él denomina Spade, Bud, Cup, Egg, Flower y Arrow.
El trabajo de Coper fue ampliamente exhibido y recopilado incluso en vida. Se encuentra en las colecciones de los principales museos de todo el mundo, incluidos el Museo Metropolitano de Arte, el Museo Victoria and Albert, el Museo de Fundatie, el Centro Sainsbury en Norwich, Reino Unido, y la Galería de Arte de York, así como en colecciones privadas en todo el mundo. Entre sus obras más conocidas se encuentra el conjunto de seis candelabros de 7 pies en el altar mayor de la Catedral de Coventry, encargado en 1962.
Murió en Frome, Somerset en 1981 de esclerosis lateral amiotrófica.